# Бланк, Джейби
Жан-Бенуа Бланк (англ. JB Blanc, фр. Jean-Benoît Blanc; род. 13 февраля 1969, Париж) — франко-британский актёр, артист озвучивания, режиссёр. Известен под псевдонимом ДжейБи Бланк как исполнитель, озвучивавший персонажей видеоигр и анимации. В том числе, марвеловских мультипликационных фильмов, аниме «Наруто» и рейтингового анимационного сериала Netflix «Аркейн».

## Биография

### Ранние годы
Жан-Бенуа Бланк родился в Париже 13 февраля 1969 года. Его мать была англичанкой, отец — французом. Родители развелись в 1974-м, пятилетний сын отправился на родину матери, в Великобританию, вместе с ней. Семья поселилась в городе Скарборо, Северный Йоркшир, где Жан-Бенуа провел школьные годы.
Бланк учился в школах Брэмкот и Седберг. Увлечение актёрским ремеслом привело его в Национальный молодёжный театр. Юноша был принят в труппу в 16 лет. В 18 лет он поступил в престижную Королевскую академию драматического искусства (Royal Academy of Dramatic Art, сокращенно RADA). В 1990-м году Бланк получил диплом и смог начать карьеру в театре.

### Карьера
11 лет Жан-Бенуа работал на лондонской театральной сцене, включая труппу Arts Threshold и Королевский национальный театр. Переехав в США, артист прошел пробы в экранизацию романа Александра Дюма «Граф Монте-Кристо». Фильм с Джеймсом Кэвизелом, Генри Кавиллом и Гаем Пирсом вышел в 2002-м году. У Бланка в ленте была второстепенная роль главаря итальянских разбойников Луиджи Вампа, помогавшего Эдмону Дантесу.
Появления в телесериалах и фильмах в эпизодических ролях не способствовали развитию карьеры. Хотя в фильмографии артиста появились хиты («Побег», «Во все тяжкие», «Барри»), известности они не принесли. Начав озвучивать видеоигры и анимацию, ДжейБи Бланк открыл новую страницу творческой биографии.
Среди десятков компьютерных игр, которые озвучил актёр, есть популярные. Такие как Minecraft: Story Mode, James Bond 007: From Russia with Love, Assassin’s Creed, Batman: Arkham Origins, League of Legends. Часто Бланк озвучивал по нескольку героев в игре, так что его послужной список включает около 400 персонажей. Кроме того, он нередко выступает режиссёром озвучивания, руководя процессом.
Бланк внес немалый вклад в современную анимацию, озвучивая героев аниме и мультипликационных фильмов и сериалов. Это марвеловские ленты, «Dota: Кровь дракона», сериалы «Наруто», «Кролик Питер», «Любовь, смерть и роботы». В ноябре 2021 года на Netflix вышел первый сезон сериала «Аркейн», основанного на компьютерной игре «Лига легенд». В этом проекте актёр говорит за Вандера, приемного отца главных героинь Вай и Паундер.

### Личная жизнь
Окончательно оставив Европу в начале 2000-ных, ДжейБи обосновался в Лос-Анджелесе. Бланк не женат, воспитывает дочь Малию.

## Работы

### Фильмография
| Год  | Название                              | Роль                   | Режиссёр        |
| ---- | ------------------------------------- | ---------------------- | --------------- |
| 2002 | Граф Монте-Кристо                     | Луиджи Вампа           | Кевин Рейнольдс |
| 2006 | Тристан и Изольда                     | Леон                   | Кевин Рейнольдс |
| 2006 | Гарфилд 2                             | Портер                 | Тим Хилл        |
| 2007 | Пираты Карибского моря: На краю света | торговец из Вест-Индии | Гор Вербински   |

### Телевидение
| Год       | Название           | Роль                | Канал                              | Примечание |
| --------- | ------------------ | ------------------- | ---------------------------------- | ---------- |
| 2005      | Побег              | Джерри Кертин       | 20th Century Studios Original Film | 1 эпизод   |
| 2011-2012 | Во все тяжкие      | Доктор Барри Гудман | Sony Pictures Television           | 2 эпизода  |
| 2012      | Вегас              | Макс Чендлер        | CBS Television Studios             | 1 эпизод   |
| 2017-2020 | Лучше звоните Солу | Доктор Барри Гудман | Sony Pictures Television           | 3 эпизода  |
| 2019-2022 | Барри              | Батир               | HBO                                | 5 эпизодов |

### Дубляж и озвучивание
| Год  | Название                                   | Роль                                    |
| ---- | ------------------------------------------ | --------------------------------------- |
| 2007 | Наруто                                     | Паккун, Джига, Хаширама Сенджу          |
| 2007 | Наруто: Шиппуден                           | Хируко, Паккун, Гатаро Хаширама Сенджу  |
| 2009 | Куроками: Анимация                         | Генерал Густав, Ховард                  |
| 2010 | Аниме Marvel: Железный человек             | профессор Мишелини                      |
| 2010 | Черная пантера                             | Батрок, Чёрный рыцарь, Мужчина-каннибал |
| 2011 | Аниме Marvel: Блэйд                        | Дьякон Фрост                            |
| 2011 | Аниме Marvel: Росомаха                     | Красный Омега, Кох                      |
| 2014 | Секреты Мстителей: Чёрная вдова и Каратель | Орион                                   |
| 2015 | Лего Скуби-Ду! Голливуд с привидениями     | Аттикус Финк                            |
| 2018 | Кролик Питер                               | мистер Вышибала, Томми Брок             |
| 2019 | Любовь, смерть и роботы                    | Британец                                |
| 2021 | Dota: Кровь Дракона                        | Террорблейд                             |
| 2021 | Аркейн                                     | Вандер, Болбок                          |
| 2021 | Кеккаиси                                   | Ичиро Оги, Одо                          |

### Озвучивание видеоигр
| Год  | Название                               | Персонаж                                                              |
| ---- | -------------------------------------- | --------------------------------------------------------------------- |
| 2005 | James Bond 007: From Russia with Love  | Керим Бей                                                             |
| 2007 | Naruto: Clash of Ninja Revolution 3    | Сасори (Хируко)                                                       |
| 2007 | Team Fortress 2                        | Сакстон Хейл                                                          |
| 2009 | Coraline                               | Бобинский                                                             |
| 2009 | League of Legends                      | Браум, Сердце Фрельйорда                                              |
| 2010 | Darksiders                             | Ультейн                                                               |
| 2011 | Assassin’s Creed: Revelations          | Тарик Барлети                                                         |
| 2012 | Diablo 3                               | Диабло                                                                |
| 2013 | Metal Gear Rising: Revengeance         | Борис                                                                 |
| 2013 | World of Warcraft: Warlords of Draenor | Игнис, Император Мар’гок                                              |
| 2014 | Titanfall                              | командир Кубен Блиск                                                  |
| 2014 | Lego Batman 3: Beyond Gotham           | Болотная тварь, Аркилло, Пингвин, Бэйн                                |
| 2015 | Minecraft: Story Mode                  | Админ, Ромео, дополнительные голоса                                   |
| 2015 | Batman: Arkham Knight                  | Шеф Андерхилл, Эдвард Берк, офицеры                                   |
| 2018 | Lego DC Super-Villains                 | Бэйн, Пингвин, Рас аль Гул, Соловар                                   |
| 2019 | Apex Legends                           | Кубен Блиск, Каустик Трейвз, Андерсон, сержант Бадовски, бандиты Квин |
| 2019 | Mortal Kombat 11                       | Кано                                                                  |